# Ellingsenius sculpturatus
Espèce
Synonymes
- Chelifer sculpturatus  Lewis, 1903

Ellingsenius sculpturatus est une espèce de pseudoscorpions de la famille des Cheliferidae.

## Distribution
Cette espèce se rencontre en Afrique du Sud, au Zimbabwe, en Namibie, au Congo-Kinshasa et aux États-Unis.

## Publication originale
- Lewis, 1903 : On an undescribed species of Chelifer. Journal of the Quekett Microscopical Club, sér. 2, vol. 8, p. 497-498 (texte intégral).